# Husynka
Husynka (ukr. Гусинка) – wieś na Ukrainie, w obwodzie charkowskim, w rejonie kupiańskim, w hromadzie Wełykyj Burłuk. W 2001 liczyła 989 mieszkańców.